# توکاخندان پولکی
توکاخندان پولکی (نام علمی: Trochalopteron subunicolor) یک گونه پرنده از تیرهٔ توکایان خندان (Leiothrichidae) است.
در بوتان، چین، هند، میانمار، نپال و ویتنام یافت می‌شود. زیستگاه طبیعی آن جنگل‌های کوهستانی نمناک نیمه‌گرمسیری یا گرمسیری است.

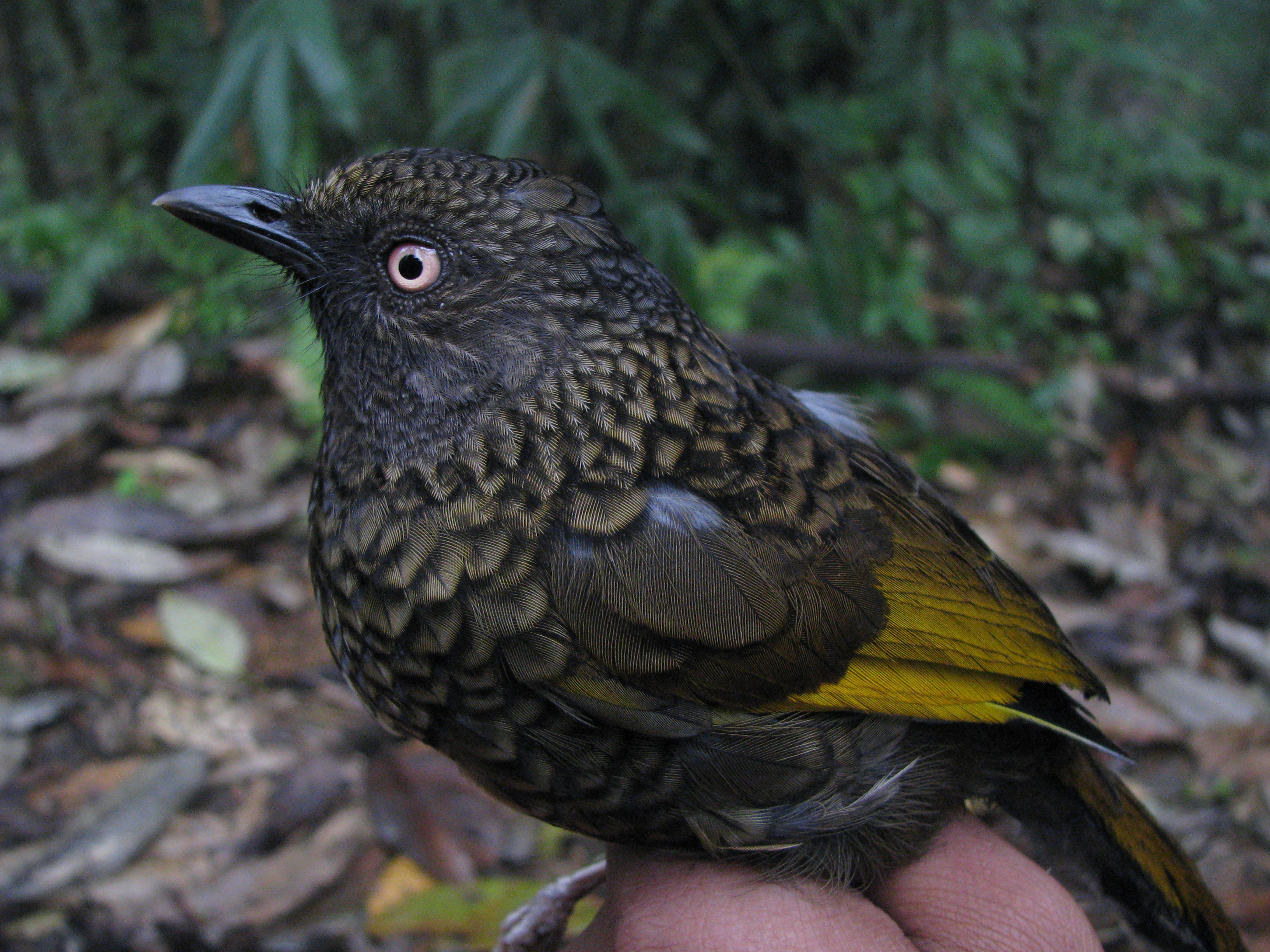
Garrulax subunicolor از Eaglenest WLS، آروناچال پرادش، هند